# Brallo di Pregola
Brallo di Pregola – miejscowość i gmina we Włoszech, w regionie Lombardia, w prowincji Pawia.
Według danych na rok 2004 gminę zamieszkiwało 930 osób, 20,2 os./km².